# Jean-Daniel Padovani

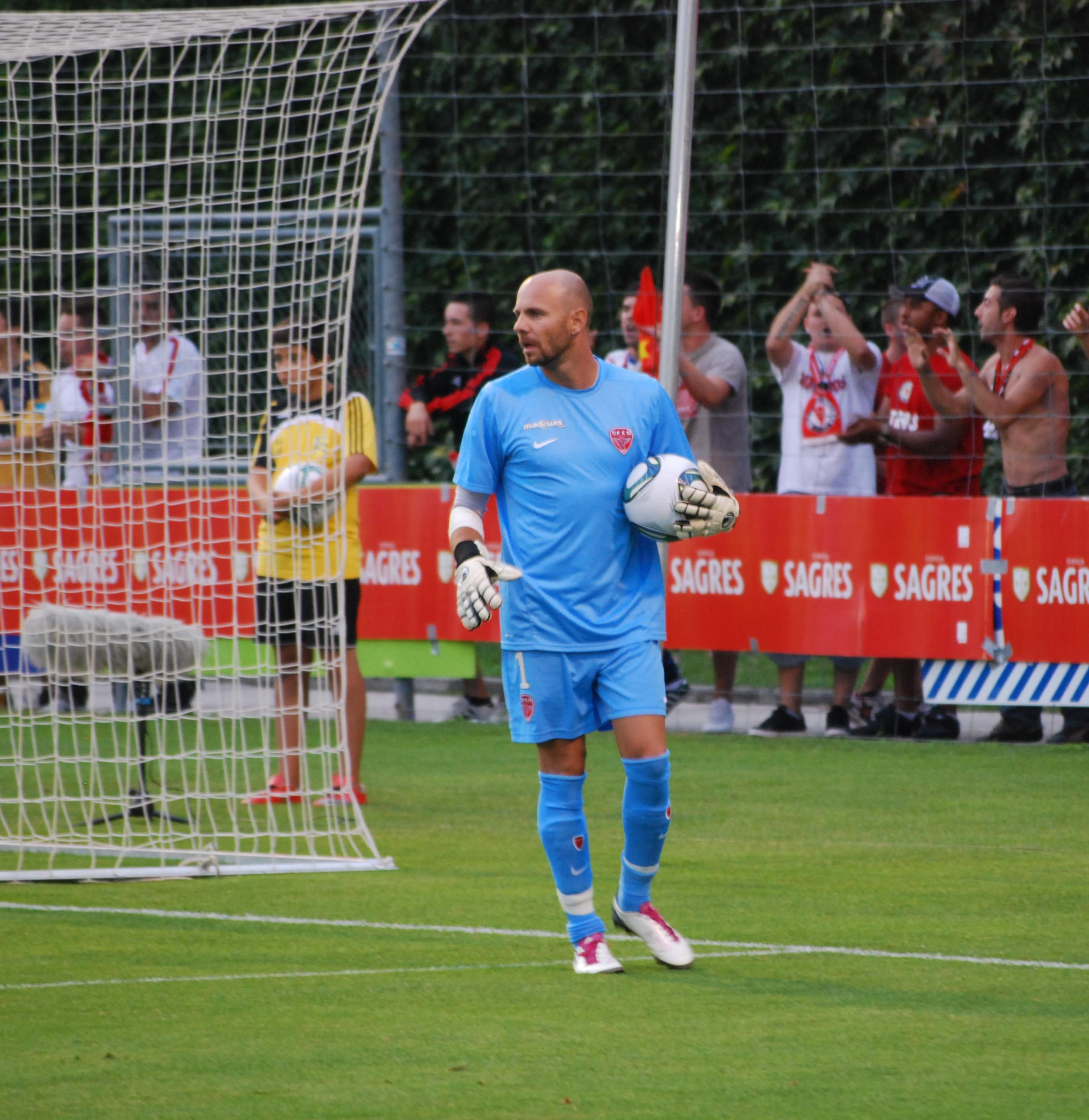

Jean-Daniel Padovani (Perpignan, 17 januari 1980) is een Frans voetbaldoelman die sinds 2010 voor de Franse eersteklasser FCO Dijon uitkomt. 

## Carrière
- 1997-2000: FC Martigues
- 2000-2003: OGC Nice
- 2002-2003: FC Rouen
- 2003-2006: AS Cannes
- 2006-2010 : Angers SCO
- 2010-... : FCO Dijon